# Clima Indoneziei
Clima din Indonezia se caracterizează prin două anotimpuri tropicale, care variază cu circulația aerului la ecuator (Circulația Walker) și cu circulația meridiană a aerului (Circulația Hardley). 
Mișcarea celei din urmă urmărește mișcarea de la nord la sud a soarelui și poziția relativă a acestuia față de Pamânt, în special dinspre continentele Asia și Australia, în anumite perioade ale anului. 
Acești factori contribuie la deplasarea și intensitatea zonei de convergență intertropicală, care este o zonă ecuatorială de joasă presiune care produce ploaie. Astfel, musonii de vest și de est, precum și anotimpul ploios și cel secetos sunt caracteristici importante ale climatului tropical.

## Anotimpurile principale
Clima se schimbă la fiecare șase luni. Anotimpul secetos (din iunie până în septembrie) este influențat de masele de aer continentale australiene, în timp ce anotimpul ploios (din decembrie până în martie) este rezultatul maselor de aer oceanice asiatice și pacifice. Aerul conține vapori care precipită și produc ploaie. În zonele tropicale plouă aproape tot timpul anului. Totuși, clima din Maluku Central este o excepție. Anotimpul ploios începe în iunie și se sfârșește în septembrie, iar cel secetos începe în decembrie și se termină în martie. Perioadele de tranziție între cele două anotimpuri sunt din aprilie pâna în mai și din octombrie pâna în noiembrie.

## Temperatura și umiditatea
Datorită numarului mare de insule și de munți din țară, temperatura medie poate fi clasificata astfel:
- câmpiile litorale: 28°C
- zonele din interiorul țării și cele montane: 26°C;
- zonele montane înalte: 23°C variind cu altitudinea.

Fiind o zonă tropicala, Indonezia prezintă o umiditate relativă între 70% și 90%, cu un minim de 73% si un maxim de 87%. 